# Nicolas Jacques Pelletier
Nicolas Jacques Pelletier (ca. 1756 – 25 april 1792) was een straatrover en was de eerste Fransman onthoofd door de guillotine.
Op 14 oktober 1791 beroofde hij in Parijs een voorbijganger ter waarde van 800 livre, waarna hij hem doodstak. Na drie gerechtelijke uitspraken werd Pelletier veroordeeld tot de dood door onthoofding.
Charles-Henri Sanson, de beul, een telg uit een dynastie van officiële beulen, had een hekel aan het beroep en stond mede aan het ontwerp van de guillotine. Voor de executie testte hij het toestel meermaals op schapen en lijken. Toen de dag van de executie eenmaal was aangebroken, kwam een grote menigte het spektakel bewonderen. Om 15.30 uur precies werd Pelletier op een plank gelegd, onder het mes geschoven, trok de beul aan een koord en even later later was Pelletier onthoofd. Onthutst keek het publiek toe, maar na een ijzige stilte klonk plotseling boegeroep, want het spektakel had te kort geduurd. Geef ons de galg terug riepen de toeschouwers.